# Albert Ayat
Albert Jean Louis Ayat (Párizs, 1875. március 7. – Hauts-de-Seine, Courbevoie, 1935. december 2.) kétszeres olimpiai bajnok francia vívómester.
A második nyári olimpián, az 1900. évi nyári olimpiai játékokon, Párizsban indult vívásban, két versenyszámban: tőrvívásban, mely csak vívómestereknek volt kiírva, és egy másik párbajtőrvívás, amin indulhattak amatőrök is. Mindkét versenyszámban olimpiai bajnok lett.
Testvére, Félix Ayat szintén vívó volt, unokatestvére, Gilbert Bougnol olimpiai ezüstérmes vívó.